# Wachenroth
Wachenroth – gmina targowa w Niemczech, w kraju związkowym Bawaria, w rejencji Środkowa Frankonia, w regionie Industrieregion Mittelfranken, w powiecie Erlangen-Höchstadt. Leży około 10 km na północny zachód od Erlangen, nad rzeką Reiche Ebrach, przy linii kolejowej Bamberg – Schlüsselfeld. Do 31 grudnia 2007 należała do wspólnoty administracyjnej Höchstadt an der Aisch.

## Dzielnice
W skład gminy wchodzą następujące dzielnice: 
- Buchfeld
- Warmersdorf
- Weingartsgreuth
- Horbach
- Reumannswind
- Volkersdorf
- Oberalbach
- Unteralbach
- Eckartsmühle

## Historia
- 1008 – pierwsza znana wzmianka o Wachenroth,
- 1434 – gmina dostaje status gminy targowej
- 1978 – w wyniku reform administracyjnych do gminy dołączone zostają miejscowości: Buchfeld, Horbach i Warmersdorf.

## Polityka
Rada gminy składa się z 14 członków:
|      | CSU | SPD | UWG Weingartsgreuth |   | WG Warmersdorf-Buchfeld | Horbacher WG | Razem     |
| 2002 | 7   | 2   | 2                   | 1 | 1                       | 1            | 14 miejsc |

## Herb
Na niebieskim srebrny mur ceglany. Na nim złoty herb z czarnym lwem za białym skosem. Powyżej srebrny trębacz w czerwonym ubiorze. Poniżej muru pole zielone przecięte srebrną rzeką z dwoma czerwonymi rakami zwróconymi przeciw sobie.